# 白い暴動 (アルバム)
『白い暴動』（しろいぼうどう、The Clash）は、イギリスのパンク・ロックバンド、ザ・クラッシュのファースト・アルバム。1977年のイギリス盤、1979年のアメリカ盤（おまけのシングル付き）の2種類がリリースされた。

## 1977年 - イギリス盤
CBSレコードのプロダクトマネージャ、ミカエラ・レコルデによりイギリスで1977年に制作された。プロデューサーは、ミッキー・フット。このクラッシュのファースト・アルバムは、普通のパンクバンドの音楽性とは違う、レゲエや初期ロックンロールの影響を明白に受けたものである。
レコルデのホームスタジオでリハーサルを繰り返し、レコーディングの準備が整ったところでCBSの第3スタジオを使い、1977年2月初めの3週間にわたる週末セッションにて録音された。3度目のセッションが採用され、テープがCBSに届いたのは3月初めである。テープはレコルデの元にも発売前に届けられた。
ジャケット表の写真は、バンドがリハーサルを重ねたカムデン・マーケットにあるビルの向かいの路地で撮られた。初期ドラマーのテリー・チャイムズは撮影時にはバンドを去ることを決意しており、写真には現れていない。
裏面の突撃する警官は、1976年のノッティング・ヒル・カーニバルでの暴動（収録曲、日本ではタイトル曲でもある「白い暴動」制作にインスピレーションを与えた事件）の際に撮られた物。
このアルバムは全英で最高12位を記録。制作費はわずか4000ポンドである。
『ローリング・ストーン』誌が選んだ「オールタイム・ベスト・アルバム500」と「オールタイム・ベスト・デビュー・アルバム100」に於いて、それぞれ81位と12位にランクイン。

### 収録曲
特記の無い限り、ストラマーとジョーンズによる曲である。
1. ジェニー・ジョーンズ (Janie Jones) – 2:08
2. リモート・コントロール (Remote Control) – 3:03
3. 反アメリカ (I'm So Bored with the USA) – 2:24
4. 白い暴動 (White Riot) – 1:56
5. 憎悪・戦争 (Hate and War) – 2:06
6. ワッツ・マイ・ネイム (What's My Name?) （ジョーンズ、キース・レヴィン、ストラマー） – 1:41
7. 否定 (Deny) – 3:06
8. ロンドンは燃えている! (London's Burning) – 2:12
9. 出世のチャンス (Career Opportunities) – 1:54
10. ペテン (Cheat) – 2:06
11. 反逆ブルー (Protex Blue) – 1:47
12. ポリスとコソ泥 (Police and Thieves) （ジュニア・マーヴィン、リー・ペリー） – 6:03
13. 48時間 (48 Hours) – 1:36
14. ガレージランド (Garageland) – 3:12

11曲目は、ジョーンズのボーカル。また、2曲目と5曲目は、ストラマーとジョーンズのツイン・ボーカルである。

### メンバー
- ジョー・ストラマー - ギター、ボーカル
- ミック・ジョーンズ - ギター、ボーカル
- ポール・シムノン - ベース
- テリー・チャイムズ - ドラムス （クレジットには"Tory Crimes"と表記）

### その他
- 「白い暴動」はアルバム用に録音されたものではなく、CBSとの契約前にビーコンズフィールド・スタジオで録音されたオリジナル・デモ・バージョンを使用。
- 「反アメリカ」はジョーンズ作の曲 "I'm So Bored With You"（お前にはうんざりだ）を進化させた物。イントロはセックス・ピストルズの「プリティ・ヴェイカント」からの借用。
- ジョーンズが歌う「反逆ブルー」の原題 "Protex Blue" は、1970年代のコンドームのブランドである。曲の最後で「ジョニー、ジョニー!」と叫ぶが、この「ジョニー」もイギリスでコンドームをあらわす俗語である。
- 「ポリスとコソ泥」はアルバム全体の収録時間が短いことに気付き、追加されたものである。セッション中にはボブ・マーリーの「ダンシング・シューズ」も戯れで演奏されている。
- 「ポリスとコソ泥」の作曲者リー・ペリーは1977年にロンドンでこのアルバムを聴き、ボブ・マーリーに聴かせた。マーリーは後に「パンキー・レゲエ・パーティ (Punky Reggae party)」の曲内でクラッシュに言及している。
- 「ガレージ・ランド」はクラッシュが初期にセックス・ピストルズのグリーンコンサートのフィルムに出演した時のチャールズ・シャー・マレーのレビュー「クラッシュは今すぐガレージに戻るべき（そのためにエンジンは動かしておけ）ガレージバンドである。」に対する返答である。この曲はこのアルバムの中で最後に録音された。
- 2000年のQ誌による「The 100 Greatest British Albums Ever」で48位に選ばれた。

## 1979年 - アメリカ盤
アメリカではデビューアルバムは、2枚目の『動乱』の1年後に発売された。米CBSは当初「ラジオ向きではない」との理由で発売しなかったため、リスナーは輸入盤に頼るしか無かった。この輸入盤は10万枚を超える売り上げになった。
1979年、エピックはアメリカ市場向けに再構成されたバージョンを発売。5曲が『動乱』の後に録音されたアルバム未収録曲やシングルのB面曲に入れ替えられた。「白い暴動」もシングル用に録音し直した物が使われている。初回盤には7インチシングル「グルービー・タイムズ / ゲイツ・オブ・ザ・ウェスト」が同梱されている。
この盤は、すでに輸入版が長年流通していたために売り上げが薄められはしたものの、クラッシュにそこそこのアメリカでのもう一つの成功をもたらした。ビルボードでは最高126位に達し、この年の『ロンドン・コーリング』の商業的成功に繋がる足がかりとなった。
カナダではすでにCBSがイギリス盤を発売していたため、CBSカナダはアメリカ盤の発売にあたって消費者が混乱しないよう、ジャケットの周囲を緑ではなくダークブルーに変更した。初回盤にはこれも「グルービー・タイムズ」同梱である。
日本ではイギリス盤とは別に『パール・ハーバー'79』として1979年にオリジナルジャケットで発売された。

### 収録曲
特記の無い限り、ストラマーとジョーンズによる曲である。
1. クラッシュ・シティ・ロッカーズ (Clash City Rockers) – 3:55
2. 反アメリカ (I'm So Bored with the USA) – 2:24
3. リモート・コントロール (Remote Control) – 3:00
4. コンプリート・コントロール (Complete Control) – 3:14
5. 白い暴動 (White Riot) – 1:58
6. ハマースミス宮殿の白人 ((White Man) In Hammersmith Palais) – 3:58
7. ロンドンは燃えている! (London's Burning) – 2:10
8. アイ・フォウト・ザ・ロウ (I Fought the Law) （ソニー・カーティス） – 2:40
9. ジェニー・ジョーンズ (Janie Jones) – 2:00
10. 出世のチャンス (Career Opportunities) – 1:58
11. ワッツ・マイ・ネイム (What's My Name?) （ジョーンズ、キース・レヴィン、ストラマー） – 1:40
12. 憎悪・戦争 (Hate and War) – 2:05
13. ポリスとコソ泥 (Police and Thieves) （ジュニア・マーヴィン、リー・ペリー） – 5:58
14. ジェイル・ギター・ドアーズ (Jail Guitar Doors) – 3:05
15. ガレージランド (Garageland) – 3:12

### メンバー
- ジョー・ストラマー - ギター、ボーカル
- ミック・ジョーンズ - ギター、ボーカル
- ポール・シムノン - ベース
- テリー・チャイムズ - 下記以外の曲でドラムス （クレジットには"Tory Crimes"と表記）
- トッパー・ヒードン - ドラムス （「クラッシュ・シティ・ロッカー」、「コンプリート・コントロール」、「ハマースミス宮殿の白人」、「アイ・フォウト・ザ・ロウ」、「ジェイル・ギター・ドアーズ」）